# Riva del Garda
Riva del Garda (també coneguda com a Riva) és una ciutat i una comune a la província de Trento a Itàlia. Com indica el seu nom es troba a la ribera del Llac de Garda. La seva població estimada és de 15.151. (2010).

## Història
Riva del Garda va pertànyer a la República de Venècia i més tard a l'Imperi Austrohongarès fins a 1918. Des de 1918 pertany a Itàlia.

## Geografia
Riva del Garda està al nord-oest del Llac Garda, al sud dels Alps italians prop de les Dolomites.

## Economia
Localitat turística i amb indústries del paper.